# Unleashed
Unleashed er et svensk dødsmetal-band, som blev dannet i 1989 af Johnny Hedlund efter han forlod Nihilist. Unleashed er et af de eneste dødsmetal-bands, der er kendt for at skrive sangtekster om skandinaviske vikinge historier.

## Medlemmer

### Nuværende medlemmer
- Johnny Hedlund – Vokal, bas (1989–)
- Fredrik Folkare – Lead guitar (1997–)
- Tomas Måsgard – Rytmeguitar (1989–)
- Anders Schultz – Trommer (1989–)

### Tidligere medlemmer
- Fredrik Lindgren – Guitar (1989–1995)

## Diskografi

### Studiealbum
- 1991: Where No Life Dwells
- 1992: Shadows in the Deep
- 1993: Across the Open Sea
- 1995: Victory
- 1997: Warrior
- 2002: Hell's Unleashed
- 2004: Sworn Allegiance
- 2006: Midvinterblot
- 2008: Hammer Battalion
- 2010: As Yggdrasil Trembles
- 2012: Odalheim[1]
- 2015: Dawn of the Nine[2]
- 2018: The Hunt for White Christ
- 2021: No Sign of Life

### Ep'er og singler
- 1991: ...And the Laughter Has Died

### Live albums
- 1993: Live in Vienna '93
- 1996: Eastern Blood Hail to Poland

### Bokssæt
- 2003: ...And We Shall Triumph in Victory
- 2008: Immortal Glory (The Complete Century Media Years)